# 莫驸马宅
29°59′16.0″N 121°26′48.3″E / 29.987778°N 121.446750°E
莫驸马宅是浙江省宁波市江北区慈城镇的一座明代建筑。建筑位于慈城镇莫家巷25号。建筑现存正堂，占地面积390平方米，坐北朝南，硬山顶，面阔五间，有前廊。建筑1986年成为江北区文物保护单位，1997年8月成为浙江省文物保护单位。